# Jacopo Ferretti

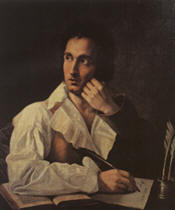
Jacopo Ferretti

Jacopo Ferretti (ur. 16 lipca 1784 w Rzymie, zm. 7 marca 1852 tamże) – włoski pisarz, poeta i librecista.
Był autorem wielu librett, m.in. do dwóch oper Rossiniego i pięciu Donizettiego. Wśród innych włoskich kompozytorów operowych, dla których pisał teksty, byli też: Saverio Mercadante, Giovanni Pacini, Lauro Rossi i Nicola Antonio Zingarelli. 
Do opery Kopciuszek Rossiniego stworzył libretto w rekordowym czasie 22 dni, na przełomie 1815 i 1816 roku.

## Libretta
- Gioacchino Rossini: Kopciuszek (1817)
- Gioacchino Rossini: Matilde di Shabran (1821)